# Шпак-малюк бугенвільський
Шпак-малю́к бугенвільський (Aplonis brunneicapillus) — вид горобцеподібних птахів родини шпакових (Sturnidae). Мешкає на Соломонових островах.

## Опис
Довжина птаха становить 32 см. Дорослі птахи мають повністю чорне забарвлення із зеленими відблисками. Райдужки білі. На хвості два центральних стернових пера є видовженими і досягають довжини 11 см. Дзьоб і лапи чорні. Молоді птахи мають тьмяніше забарвлення, нижня частина тіла у них поцяткована охристими смугами.

## Поширення і екологія
Бугенвільські шпаки-малюки мешкають, як випливає з їх назви, на острові Бугенвіль, а також на островах Шуазель, Рендова і Гуадалканал. Живуть у вологих рівнинних тропічних лісах і на болотах. Живляться плодами.

## Збереження
МСОП класифікує цей вид як вразливий. За оцінками дослідників, популяція бугенвільських шпаків-малюків становить від 1000 до 25000 птахів. Їм загрожує знищення природного середовища.